# Svante Lindqvist (riksmarskalk)
Lars Svante Albert Lindqvist, född 26 april 1948 i Stockholm, är en svensk teknikhistoriker. Han var tidigare riksmarskalk och ordenskansler vid Kungl. Maj:ts Orden.

## Biografi

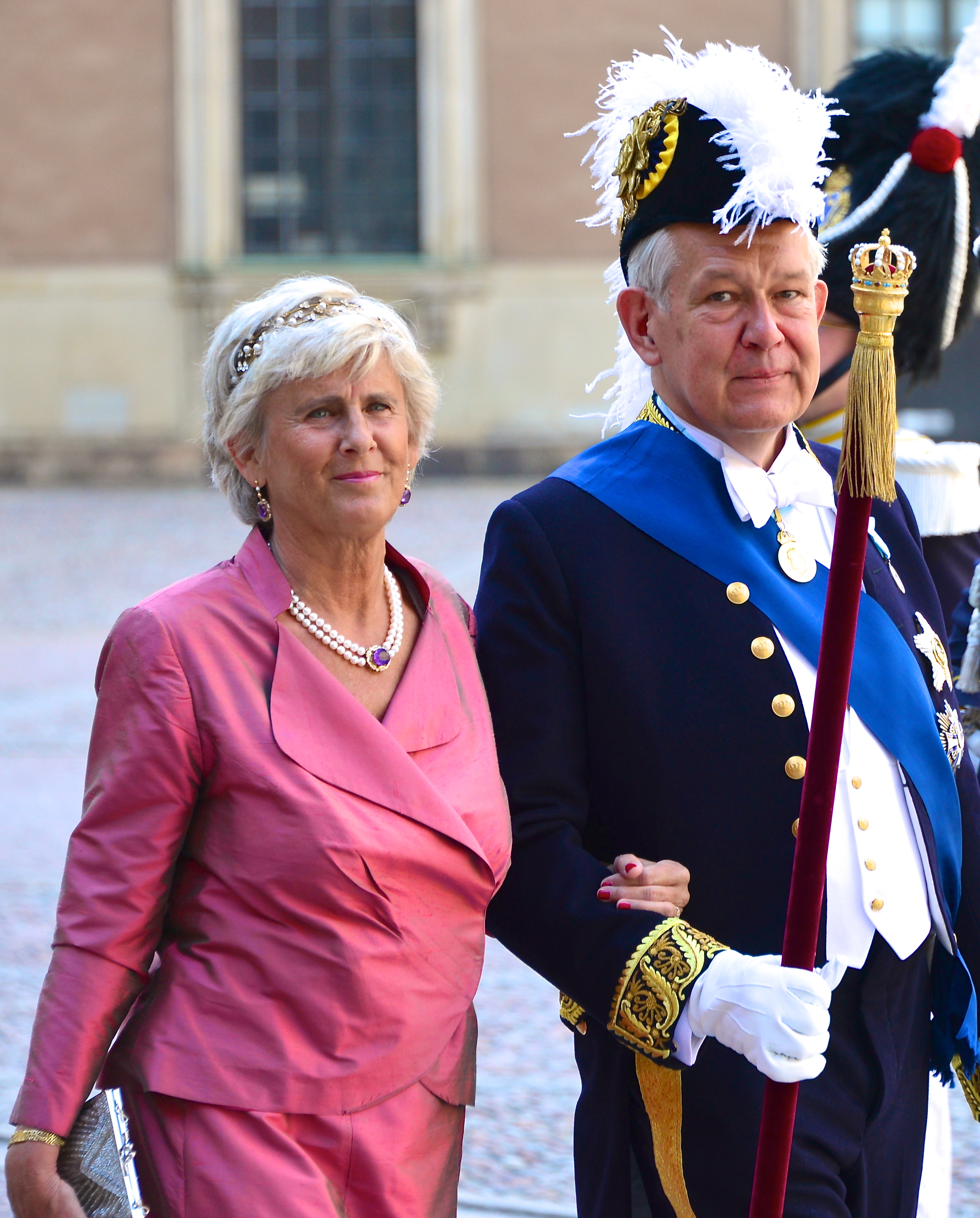
Lindqvist i hovuniform som riksmarskalk med maka, vid bröllopet mellan prinsessan Madeleine och Christopher O'Neill 2013.

Lindqvist är son till arkitekt SAR Åke E. Lindqvist och Barbro Åström. Han tog 1977 civilingenjörsexamen i teknisk fysik vid Kungliga Tekniska högskolan (KTH). Efter kontakt med Torsten Althin hade han skrivit ett examensarbete med teknikhistorisk inriktning. Han fortsatte därefter på den teknik- och vetenskapshistoriska banan och blev filosofie doktor i idé- och lärdomshistoria vid Uppsala universitet 1984. Hans doktorsavhandling handlade om de första försöken att införa ångmaskinen i Sverige i början av 1700-talet.
Lindqvist blev senare professor i teknikhistoria vid KTH, men lämnade KTH 1998 för att bli chef för Nobelmuseet som invigdes 2001. 
Lindqvist var riksmarskalk och chef för Kungliga Hovstaterna under perioden 2010–2018, och ordenskansler vid Kungl. Maj:ts Orden 2018–2024.
Lindqvist är ledamot av Kungliga Ingenjörsvetenskapsakademien sedan 1992, Kungliga Vetenskapsakademien (KVA) sedan 1994, Vitterhetsakademien sedan 2002 och hedersledamot av Konstakademien sedan 2019. 1 juli 2009 tillträdde han posten som KVA:s preses, på ett treårigt förordnande, han efterträddes 1 juli 2012 av Barbara Cannon.
År 2020 utnämndes Lindqvist till hedersdoktor vid KTH.

## Utmärkelser
- Carl XVI Gustafs jubileumsminnestecken IV med anledning av Konung Carl XVI Gustafs 50-års regeringsjubileum (CXVIG:sJmtIV)
- Carl XVI Gustafs jubileumsminnestecken III (CXVIG:sJmtIII, 2016) med anledning av Konung Carl XVI Gustafs 70-årsdag
- Carl XVI Gustafs jubileumsminnestecken II (CXVIG:sJmtII, 2013) med anledning av Konung Carl XVI Gustafs 40-års regeringsjubileum
- Kronprinsessan Victorias och Prins Daniels bröllopsminnesmedalj (VD:sBMM, 2010)
- H.M. Konungens medalj i guld av 12:e storleken i kedja (Kong:sGM12mserafb 2010, Kong:sGM12mkedja 2021) för förtjänstfulla insatser som riksmarskalk[10][11]
- Storkors av Finlands Vita Ros' orden (StkFVRO) i samband med det finska statsbesöket 17 april 2012
- Storkors av Chilenska förtjänstorden Al Merito Bernardo O'Higgins (StkChilAM) i samband med det chilenska statsbesöket 10 maj 2016
- Pro Terra Mariana-korset, första klassen (EPTMk1kl) i samband med det estländska statsbesöket 18 januari 2011[12]
- Storkors av Isländska falkorden (StkIFO), 17 januari 2018.[13]
- Storkors av Italienska republikens förtjänstorden (StkItRFO), 14 januari 2019.[14]
- Storkors av Japanska Uppgående Solens Orden (StkJUSO) förlänat den 3 november 2013
- Storofficer av Tunisiska Förtjänstorden (StOffTunFO) i samband med det tunisiska statsbesöket 4 november 2015